# Frank Schweihs

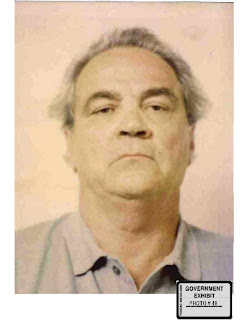
Frank Schweihs, 1988

Francis „Frank“ John Schweihs (* 7. Februar 1932 in Chicago; † 23. Juli 2008 in ebenda) war ein amerikanischer Mobster aus dem Umfeld des Chicago Outfit, der deshalb auch als „The German“ bekannt wurde. Sein Name wird immer dann im Zusammenhang mit dem Tod von Marilyn Monroe gebracht, wenn eine Ermordung der Schauspielerin durch die Amerikanische Cosa Nostra als möglich erachtet wird.
Vor seinem Tod befand sich Schweihs unter Anklage, da er Auskunft über diverse Morde hätte geben können, u. a. über die Ermordung von Anthony Spilotro und  dessen Bruder Michael, die im Film Casino verfilmt worden war. Auch soll er Informationen über die Ermordung des Teamsters Allen Dorfman, des Informanten Dick Cain, des Oberhaupts des Outfit Sam Giancana, des Kredithais und Mörders „Mad Sam“ DeStefano, des Auftragsmörders Chuckie Nicoletti etc. verfügt haben.
Der Prozess mit Staatsanwalt Patrick Fitzgerald und Richter James Zagel war Ergebnis der FBI-Operation „Family Secrets“ (engl. „Familiengeheimnisse“), die 2005 zu diversen Verhaftungen führte. Zusammen mit Frank Schweihs standen James Marcello, Joseph Lombardo (78), Frank Calabrese (70), Anthony Doyle, ein ehemaliger Polizist, und Paul Schiro vor Gericht. Zu verwertbaren Aussagen Schweihs kam es nicht. Der Prozess begann am 21. Juni 2007; da Schweihs aber schwer an Krebs erkrankt war, wurde er zunächst für nicht verhandlungsfähig erklärt. Nach Angaben des Gefängnissprechers Vincent Shaw vom Metropolitan Correctional Center in Chicago verstarb Schweihs am 23. Juli 2008 im Thorek Memorial Hospital.